# Зої Белл
Зої Белл (англ. Zoë Bell; нар. 17 листопада 1978) — новозеландська акторка, каскадерка, режисерка та тхеквондистка.

## Біографія
Народилася 17 листопада 1978 року на острові Вайхеке, Нова Зеландія. Батьки працювали в місцевій лікарні лікарем та медсестрою. З раннього віку Зої брала участь у змаганнях з гімнастики, а в 15 років почала вивчати тхеквондо. Також займалася танцями, підводним плаванням і легкою атлетикою. Навчалася в Оклендській гімназії для дівчаток і в Селвінському коледжі.

## Кар'єра
У ролі каскадерки Белл спробувала себе вже в 14 років, виконавши перший трюк у новозеландському телесеріалі «Вулиця Шортленд». Потім виконувала трюки в телесеріалі «Ксена: принцеса-воїн», де була дублеркою Люсі Лоулес, виконавиці головної ролі. Продовжувала зніматися і стала дублеркою Уми Турман у фільмі «Убити Білла» (2003). В наступному фільмі «Доказ смерті» (2007) отримала одну з головних ролей, виконавши трюк на капоті автомобіля. Також була дублеркою Шерон Стоун у фільмі «Жінка-кішка» (2004). 
За свою каскадерську кар'єру Зої Белл була неодноразово номінована на премію «Taurus World Stunt Awards» в категоріях «Найкращий трюк каскадера-жінки», «Найкраща бійка», «Найкраще падіння з великої висоти».
Як акторка Зої Белл знялася в таких фільмах як: «Ангел смерті» (2009), «Котись!» (2009), «Гра смерті» (2010), «Мисливці за відьмами» (2013), «Світ забуття» (2013).

## Фільмографія

### Каскадерка
| Рік       |    | Українська назва        | Оригінальна назва                                                                    | Роль                                  |
| --------- | -- | ----------------------- | ------------------------------------------------------------------------------------ | ------------------------------------- |
| 1998—2001 | с  | Ксена: принцеса-воїн    | Xena: Warrior Princess                                                               | дублер                                |
| 2003      | ф  | Екстремальна команда    | The Extreme Team                                                                     | дублер                                |
| 2003      | ф  | Убити Білла. Фільм 1    | Kill Bill: Vol. 1                                                                    | дублер                                |
| 2004      | ф  | Убити Білла. Фільм 2    | Kill Bill: Vol. 2                                                                    | дублер                                |
| 2004      | ф  | Жінка-кішка             | Catwoman                                                                             | дублер                                |
| 2005      | ф  | Любов на острові        | Love Wrecked                                                                         | каскадер                              |
| 2005      | с  | Шпигунка                | Alias                                                                                | дублер                                |
| 2006      | ф  | Посейдон                | Poseidon                                                                             | трюки                                 |
| 2006      | ф  | Диявольське лігво       | Devil's Den                                                                          | дублер                                |
| 2006      | ф  | Кошмарний попутник      | Penny Dreadful                                                                       | дублер                                |
| 2007      | ф  | Грайндхаус              | Grindhouse                                                                           | трюки                                 |
| 2007      | ф  | Доказ смерті            | Death Proof                                                                          | трюки                                 |
| 2007      | ф  | Планета страху          | Planet Terror                                                                        | трюки                                 |
| 2007      | ф  | Королівство             | The Kingdom                                                                          | трюки                                 |
| 2008      | ф  | 27 весіль               | 27 Dresses                                                                           | дублер                                |
| 2008      | кф | Відображення            | Reflections                                                                          | координатор трюків                    |
| 2009      | ф  | Безславні виродки       | Inglourious Basterds                                                                 | дублер                                |
| 2009      | ф  | Пропозиція              | The Proposal                                                                         | дублер                                |
| 2009      | ф  | Колекціонер             | The Collector                                                                        | stunt utility                         |
| 2009      | ф  | Пункт призначення 4     | The Final Destination                                                                | трюки                                 |
| 2009      | ф  | Стервозні штучки        | Bitch Slap                                                                           | постановка бійок / координатор трюків |
| 2009      | ф  | Кров та кістка          | Blood and Bone                                                                       | трюки                                 |
| 2011      | кф |                         | Nice Guys Finish Last                                                                | координатор трюків                    |
| 2013      | ф  | Залізна людина 3        | Iron Man 3                                                                           | трюки                                 |
| 2017      | ф  | Тор: Раґнарок           | Thor: Ragnarok                                                                       | дублер Кейт Бланшетт                  |
| 2018      | тф |                         | Mother, May I Dance with Mary Jane's Fist?: A Lifetone Original Movie for Adult Swim | координатор трюків                    |
| 2019      | ф  | Одного разу в Голлівуді | Once Upon a Time in Hollywood                                                        | координатор трюків                    |

### Акторка
| Рік       |     | Українська назва        | Оригінальна назва                            | Роль                          |
| --------- | --- | ----------------------- | -------------------------------------------- | ----------------------------- |
| 2000      | с   | Клеопатра 2525          | Cleopatra 2525                               | зрадниця                      |
| 2000      | ф   | Біллі Елліот            | Billy Elliot                                 | Сандра                        |
| 2007      | ф   | Грайндхаус              | Grindhouse                                   | Зої Белл                      |
| 2007      | ф   | Доказ смерті            | Death Proof                                  | Зої Белл                      |
| 2007      | ф   | Планета страху          | Planet Terror                                | в титрах не вказана           |
| 2008      | кф  | Відображення            | Reflections                                  | жінка в дзеркалі              |
| 2008      | с   | Загублені               | Lost                                         | Реджіна                       |
| 2009      | ф   | Ангел смерті            | Angel of Death                               | Єва                           |
| 2009      | ф   | Геймер                  | Gamer                                        | Сандра                        |
| 2009      | ф   | Котись!                 | Whip It                                      | Кривава Голлі                 |
| 2009      | ф   | Стервозні штучки        | Bitch Slap                                   | Rawhide                       |
| 2010      | ф   | Гра смерті              | Game of Death                                | Флорія                        |
| 2010      | вг  | Fallout: New Vegas      | Fallout: New Vegas                           | Мелісса / Діана / Лінда Шулер |
| 2011      | с   | Місце злочину: Маямі    | CSI: Miami                                   | Деб Тейлор                    |
| 2011      | с   | Пліткарка               | Gossip Girl                                  | Еллі                          |
| 2011      | кф  | Луг                     | The Meadow                                   | Park Kid Extra                |
| 2012      | кф  |                         | Noel Gallagher's High Flying Birds: Dream On | дружина                       |
| 2012      | ф   | Бейтаун поза законом    | The Baytown Outlaws                          | Роуз                          |
| 2012      | ф   | Джанґо вільний          | Django Unchained                             | Трекер                        |
| 2013      | ф   | Мисливці за відьмами    | Hansel and Gretel: Witch Hunters             | Висока відьма                 |
| 2013      | ф   | Світ забуття            | Oblivion                                     | Кара                          |
| 2013      | ф   | Знищення                | Raze                                         | Сабріна                       |
| 2013      | кф  |                         | Schwartzy and Pagana Meet Zoë Bell           | Зої Белл                      |
| 2013      | кф  |                         | The Last Day                                 | Джозі                         |
| 2013      | с   | Гаваї 5.0               | Hawaii Five-0                                | доктор Морган Шенон           |
| 2013—2014 | с   |                         | Venice the Series                            | Стелла                        |
| 2014      | ф   | Найманки                | Mercenaries                                  | Кассандра Клей                |
| 2015      | ф   |                         | Douglas Brown                                | Еді                           |
| 2015      | ф   | Мерзенна вісімка        | The Hateful Eight                            | «Шість коней» Джуді           |
| 2016      | ф   |                         | Camino                                       | Евері Таггерт                 |
| 2016      | ф   | Парадокс                | Paradox                                      | Ґейл                          |
| 2016      | ф   | Прісноводний            | Freshwater                                   | Бренда Ґрей                   |
| 2018      | ф   |                         | The Big Take                                 | Еді                           |
| 2019      | ф   | Одного разу в Голлівуді | Once Upon a Time in Hollywood                | Джанет                        |
| 2019      | док |                         | QT8: The First Eight                         | у ролі самої себе             |
| 2021      | док | Втілення зла            | Malignant                                    | Скорпіон                      |

### Продюсерка
| Рік  |    | Українська назва | Оригінальна назва                  | Роль                 |
| ---- | -- | ---------------- | ---------------------------------- | -------------------- |
| 2013 | кф |                  | Schwartzy and Pagana Meet Zoë Bell | продюсерка           |
| 2013 | ф  | Знищення         | Raze                               | виконавча продюсерка |
| 2016 | ф  |                  | Camino                             | виконавча продюсерка |
| 2016 | ф  | Прісноводний     | Freshwater                         | виконавча продюсерка |
| 2016 | ф  | Парадокс         | Paradox                            | виконавча продюсерка |